# Шијак (Горња Лоара)
Шијак (фр. Chilhac) насеље је и општина у централној Француској у региону Оверња, у департману Горња Лоара која припада префектури Бријуд.
По подацима из 2011. године у општини је живело 196 становника, а густина насељености је износила 47,69 становника/km². Општина се простире на површини од 4,11 km². Налази се на средњој надморској висини од 570 метара (максималној 780 m, а минималној 468 m).

## Демографија
| 1962. | 1968. | 1975. | 1982. | 1990. | 1999. | 2011. |
| ----- | ----- | ----- | ----- | ----- | ----- | ----- |
| 186   | 206   | 183   | 175   | 181   | 187   | 196   |

График промене броја становника у току последњих година